# Tuyên Quang (stad)
Tuyên Quang is een stad in Vietnam en is de hoofdplaats van de provincie Tuyên Quang.
Tuyên Quang telt naar schatting 39.000 inwoners.